# Раминген (Баварска)
Раминген (њем. Rammingen) општина је у њемачкој савезној држави Баварска. Једно је од 52 општинска средишта округа Унтералгој. Према процјени из 2010. у општини је живјело 1.383 становника. Посједује регионалну шифру (AGS) 9778209.

## Географски и демографски подаци
Раминген се налази у савезној држави Баварска у округу Унтералгој. Општина се налази на надморској висини од 650 метара. Површина општине износи 19,3 km². У самом мјесту је, према процјени из 2010. године, живјело 1.383 становника. Просјечна густина становништва износи 72 становника/km².